# Mavis Akoto
Pour les articles homonymes, voir Akoto.
Mavis Akoto, née le 22 mars 1978, est une athlète ghanéenne.

## Carrière
Elle est médaillée de bronze du relais 4 x 100 mètres aux Championnats d'Afrique d'athlétisme 1998 à Dakar.
Aux Jeux africains de 1999 à Johannesbourg, Mavis Akoto est médaillée de bronze du relais 4 × 100 mètres. 
Elle est éliminée en séries du relais 4 × 100 mètres féminin aux Jeux olympiques d'été de 2000 à Sydney.